# Agyeman Badustadion
Het Agyeman Badustadion is een multifunctioneel stadion in Dormaa Ahenkro, een stad in Ghana. 
Het stadion wordt vooral gebruikt voor voetbalwedstrijden, de voetbalclub Aduana Stars maakt gebruik van dit stadion. In het stadion is plaats voor 5.000 toeschouwers.